# Municipio de Buckhorn (condado de Harnett)
El municipio de Buckhorn (en inglés: Buckhorn Township) es un municipio ubicado en el  condado de Harnett en el estado estadounidense de Carolina del Norte. En el año 2000 tenía una población de 1.905 habitantes.

## Geografía
El municipio de Buckhorn se encuentra ubicado en las coordenadas 35°31′57.32″N 78°54′58.41″O / 35.5325889, -78.9162250.